# 压延成型
压延成型（Calendering）是借助于辊筒间强大的剪切力，并配以相应的加工温度，使黏流态的物料多次受到挤压和延展作用，最终成为具有宽度和厚度的薄片制品的一种加工方法。塑料和橡胶均有压延成型工艺，塑料中以聚氯乙烯树脂为主要原料。

## 发展历史
欧洲在十八世纪有用两个辊筒的轧光机把织物轧去毛头和上光的设备。当时这种机器很简单，连轴承也没有。
到了十九世纪，压延法开始被用来加工纸张和金属薄片。之后，随着橡胶工业的发展，美国和德国开始使用冷硬铸铁的压延辊筒加工橡胶。最初使用的是两个辊筒的炼胶机，后来发展了三个辊筒的压延机。到1836年，美国人E.M.查非在三辊机的基础上设计出第一台四辊压延机。
二十世纪三十年代，由于聚氯乙烯大量投产，美国和德国都曾试用加工橡胶的压延机来压延聚氯乙烯，但是鉴于这些机器受到原来设计的限制，在某些方面还不能完全符合塑料的加工要求，所以后来设计了专门压延塑料的压延机。
1930年，德国人开始把纸板工业上应用的弥补辊筒弯曲变形的辊筒轴交叉法应用到塑料压延机上来。1943年，虽然压延辊筒和轴交叉的调节还处于手工操纵，但是德国人已经开始考虑压延机用直流电机和单独的齿轮箱传动了。
为了避免相邻压延辊筒的横压力对薄膜厚度引起不良影响，原来直式的压延机逐渐改为L型和倒L型。1950年以后，美国和西德先后设计了Z型和斜Z型四辊压延机。
近年来，随着科学技术的发展，现在的塑料压延机经过不断的改进，呈现出新的特点，朝着大型化、高速化、精密化、高自动化、机构多样化发展。

## 原理
在压延成型过程中，借助于辊筒间生产的剪切力，让物料多次受到挤压、剪切以增大可塑性，在进一步塑化的基础上延展成为薄型制品。辊筒对塑料的挤压和剪切作用改变了物料的宏观结构和分子的形态，在温度配合下使塑料塑化和延展。辊轴的结果使料层变薄，而延展后使料层的宽度和长度均增加。
压延过程中，在滚筒对物料挤压和剪切的同时，辊筒也受到来自物料的反作用力，这种力图使两辊分开的力称分离力。通常可将辊筒设计和加工成略带腰鼓形，或调整两辊筒的轴，使其交叉一定角度（轴交叉）或加预应力，就能在一定程度上克服或减轻分离力的有害作用，提高压延制品厚度的均匀性。
在压延过程中，热塑性塑料由于受到很大的剪切应力作用，因此大分子会沿着薄膜前进方向发生定向作用，使生成的薄膜在物理机械性能上出现各向异性，这种现象称为压延效应。压延效应的大小，受压延温度、转速、供料厚度和物理性能等的影响，升温或增加压延时间，均可减轻压延效应。

## 压延设备

### 混炼机械

#### 混合机
混合机是压延机成型制品生产线上的原料配混设备。常见的有螺带式混合机、Z型混合机和高速混合机。

##### 螺带式混合机
螺带式混合机也叫捏合机。在混合机中应用较早。由机架、上盖、搅拌桨（螺带）、混合室和卸料装置组成。

##### Z型混合机
Z型混合机也叫捏合机，因其搅拌桨的形状近似成Z形而得名。Z型混合机结构比螺带式混合机复杂些。它同样由混合室、搅拌桨和传动装置组成。
Z型混合机的混合室由两个半圆筒形拼成W形。卸料方式可在混合室底部，也可用翻转混合室成一个倾斜角，从混合室上部口卸料。

##### 高速混合机
高速混合机是在前几种混合机的基础上，改进变化结构的结果。因其搅拌桨工作转速较高，人们习惯称它为高搅机。
高速混合机也由混合室、搅拌桨和传动装置组成。由于它的工作转速比较高，搅拌桨的形状不同于普通混合机，对于原料的搅拌，是由它与折流板合作来完成。

### 炼塑机械

#### 密炼机
密炼机是由开炼机演变而来的。密炼机是将开炼机的两只辊筒用加工成特殊形状的转子代替，并将它们密闭起来。通过两个转子的运动，使得物料在密闭室内受到连续的剪切、捏炼作用。
密炼机主要由混炼室、转子、压料装置、卸料装置、加热和冷却装置、传动装置等部分组成。

#### 开炼机、精炼机
将密炼机两只转子用两只辊筒代替，揭开混炼室。就成了开炼机。
开炼机结构简单，制造容易，操作也易掌握，在塑料制品行业广泛应用。不足之处是工人操作体力消耗大，在较高温度中需用手工混炼塑料片。

#### 挤出机
挤出机也称喂料机。为提高设备利用率、提高炼塑质量和产量，发展了挤出机。
挤出机由挤压系统、加料系统、传动系统、加热系统和电器控制系统组成。

### 压延机械

#### 压延机的分类

##### 按辊筒数量分类
辊筒是压延设备上的主要零件。按压延机辊筒数量可分为：两辊压延机、三辊压延机、四辊压延机和五辊压延机。

##### 按辊筒排列形式分类
按标准GB/T13578—92规定可分为I形、L形、倒L形和S形；在标准规定之外，还有Z型和由五个辊筒组成的S型和L型。
1. I形压延机
"I"形压延机是应用比较早的结构形式，主要用于两辊和三辊组成的压延机。现在主要用于较厚薄膜和片材的生产。
此种结构形式的压延机设备结构简单，制造容易，生产制造费用较低。但是应用不方便，需要手工上料，上料量不均匀，还比较困难：成型薄膜制品厚度的均匀性较差。
2. L形压延机
把I形排列的三辊压延机的下辊筒侧加一个辊筒即成为L形排列的四辊压延机。
L形压延机比较适合不含增塑剂制品的生产，若生产含增塑剂产品会因有增塑剂等挥发性气体作用而影响制品的表观质量。此种结构形式上料位置较低，生产工作时，容易落入工具等异物于两辊筒间，造成辊筒辊面损伤。生产时要特别注意经常检查。
3. 倒L形压延机
倒L结构形式的压延机就是在I形排列的三辊压延机的上辊筒侧加一个辊筒。这种结构形式压延机目前在国内应用比较多。
倒L形压延机生产聚氯乙烯薄膜制品时质量比较稳定，制品厚度均匀，误差值小；上料的位置比较高，生产比较安全；制品不会受到增塑剂等挥发性气体作用。
4. S形或Z形压延机
S形和Z形压延机结构组成形式相同。如果把水平排列的Z形四辊旋转一个角度（15°~45°）就成为S形排列四辊。
这两种排列适合于成型软、硬薄膜和片材的生产。对于人造革的双面贴合生产也比较理想。
S形或Z形压延机辊筒间受力情况比较均匀，力的大小趋于一致，没有辊筒的浮动现象。生产的制品厚度均匀，误差变化小，产品质量稳定。熔料在4根辊筒上的运行距离接近相等，则熔料在辊面上运行时温度变化小，对高速生产软质薄膜时的产品质量稳定有利。熔料的供料容易，操作也相对方便。

#### 压延机的组成和构造
压延机基本构造主要由机座、机架、辊筒、辊距调节装置、挡料装置、辊筒轴承、润滑装置、传动装置、加热冷却等装置组成。此处简要介绍其主要构件。

##### 机座
铁或钢制成的固定座架。

##### 机架
分别设在机座两侧，用来支撑辊筒轴承、轴交叉或辊筒的反弯曲装置、辊筒调节装置、润滑油管及其他辅助设备的板架。一般用铸铁制成，直接架设在机座上面，在其上面用横梁固定。

##### 辊筒
辊筒是压延机上最重要的部件，它的几何形状精度和工作效果如何将直接影响制品的质量。
1.对辊筒的技术要求
辊筒必须具有足够刚性与强度，因辊筒是在重负荷条件下工作；辊筒的工作面在压制产品时，其挠曲变形应最小。
辊筒制造材料应具有良好的导热性，采用普通冷硬铸铁或合金冷硬铸铁制成。
辊筒表面应有足够的硬度、较好的耐磨性和耐腐蚀性。
辊筒工作壁面厚度应均匀一致，温度应均匀。
辊筒结构应尽量简单，容易加工，造价低。
2.辊筒的分类
按照载热体流道形式的不同，可将辊筒分为空腔式辊筒和钻孔式辊筒。
（1）空腔式辊筒
空腔式是最早应用的一种结构形式。空腔的内径一般是辊筒工作面外径尺寸的0.55~0.62倍。此种结构形式主要适合于用蒸汽加热辊筒，载热体从辊筒的一端输入和排除，所以，辊筒的工作面温度总会有温差。可以想象，对此种辊筒工艺温度控制难度比较大。
（2）钻孔式辊筒
在辊筒工作面的圆周，灰口铁部位均匀等分排列钻孔，孔直径一般在30mm左右。这种结构形式的辊筒增加了传热面积，而导热介质流经的孔径截面小、流速快、热损失小，使传热速率提高，辊筒的工作面升温快。温度的控制比较准确和稳定。但是这种辊筒制造费用高，辊筒刚性有所削弱，设计不良时，会使产品出现棒状横痕。

##### 辊距调节装置
为了能适应不同压延制品厚度的要求，压延机辊筒之间的距离应能进行移动调整。在压延机辊筒中，一般倒数第二只辊筒的位置固定不变，其他辊筒位置可进行调节，以调整轴隙。调距方式有手动、机械传动、液压传动等。一般对辊距调节装置的要求如下：
调距装置的传动结构应紧凑，占地小。
轴承体的调整移动应平稳。
为避免调距时两工作辊面接触擦伤辊面，应设有辊筒移动限位开关。
辊筒调距工作可两端同时进行，也可单独一端运行。

##### 挡料装置
安装在辊筒两侧，起到调节制品幅宽的作用，防止物料从辊筒端部挤出。

##### 辊筒轴承和润滑系统
压延机轴承装在机架体的轴承窗框内，用以支撑轴承的转动工作。特点是承受的负荷很大，还需在高温环境下工作。
润滑系统由输油泵、油管、加热器、冷却器、过滤器和油槽等共同组成。润滑油先由加热器加热到一定程度，由输油泵送到各个需要润滑的部位。润滑后的润滑油又由油管回到油槽，经过滤和冷却后循环使用。

##### 传动装置
压延机各个辊筒的转动可由一台电动机通过齿轮传动，但是目前常用的为单机传动，即每只辊筒由专门的电动机传动，其优点是可提高制品的精度。

### 辅助机械

#### 剥离牵引装置
剥离牵引装置的线速度应高于压延辊的线速度。它有两个作用，即在剥离成型制品的同时，对制品起到一定的拉伸作用，使得产品更薄，可提高产量。

#### 轧花装置
由花辊与橡胶辊组成，为了防止物料粘附在花辊表面，在花辊及橡胶辊内腔应通水冷却。

#### 冷却装置
起到是制品冷却定型的作用。
冷却辊一般采用两段控制，所以对冷却辊的控制一定要恰当，以防产生冷拉伸。

#### 检验装置
一般通过灯光透射来检验制品的质量，如杂质、破洞等。

#### 卷取装置
用于成品的卷取。卷取速度应与冷却速度基本一致或稍大于冷却速度。

## 压延成型工艺过程及条件
目前压延成型均以PVC制品为主，主要有软质PVC薄膜和硬质PVC片材两种。此处以PVC薄膜生产为例来叙述一个完整的压延成型过程。
PVC薄膜的压延成型工艺是以PVC树脂为主要原料，按薄膜制品的用途不同要求，把其他辅料（增塑剂、稳定剂、填加料及其他辅料）按配方的不同比例，经计量混合，加入到PVC树脂中。由高速混合机搅拌混合均匀，再经过密炼机、挤出机或开炼机混炼、预塑化，输送到压延机上压延成型。然后，通过冷却辊筒的降温定型生产过程。

### 配方原料的选择
产品配方设计时应注意以下几点：
配方设计前，要了解制品的应用条件，分清制品质量要求条目中的主次项目。
拟选用的原料要注意到各原料间的相互影响和工艺操作的可行性。
注意配方中用料对工艺操作条件要求是否苛刻，那些对工艺温度变化敏感、不易与其他原料混合、容易分解的原料应尽量少用或不用。
设计的配方要经过几次反复试验，应用实践考核，修改完善之后确定一个比较理想的配方。

### 混合和塑炼
混合和塑炼的主要目的是保证物料分散均匀和塑化均匀。如果分散不均匀，会使树脂各部分增塑作用不等，使薄膜产生鱼眼、冷疤、柔韧性降低等缺陷；若塑化不均，则薄膜会产生斑痕、透明度差等缺陷。
配料混合体系不仅要按配方配制成干混料，并且应根据各原料性质按一定顺序投料。初混合可选用捏合机、高速混合机等，必要时进行加热或在夹套中通冷却水进行冷却。
塑炼过程中的温度不能过高也不宜太低。温度太高，时间过长，增塑剂会散失，树脂也将被降解。若温度太低，会出现不粘辊和塑化不均匀等现象，也会降低薄膜的力学性能。一般软质PVC薄膜塑炼适宜温度在165~170℃之间。
近年来，随着混炼挤出机生产技术的不断进步，连续向压延供料的方式正在取代间歇的喂料操作。

### 压延
塑化后的物料利用皮带输送，经金属探测仪检测后，供料给压延机辊筒。压延工艺条件包括辊温、辊速、速比、存料量、辊距等是影响压延制品质量的关键因素，它们既互相联系又互相制约。

#### 辊温
辊筒具有足够的热量是使物料熔融塑化、延展的必要条件。物料压延过程中所需的热量来自于内热和外热。内热即在压延过程中辊筒转动时，由于剪切作用而产生的大量摩擦热。外热指通过介质或电对辊筒表面进行加热，使辊筒具有一定的温度。物料所需要的热量是一定的，内热外热要均衡，因此辊速和辊温的控制要互相关联。
辊温控制主要根据配方中树脂以及助剂的因素来确定，例如配方中树脂熔融温度低、熔融粘度低、增塑剂含量高，则压延时辊筒温度可选低些。
内热主要受辊筒速度影响。辊速越快，剪切摩擦热越高，内热越大，这样需要的外热相对较小，因此辊温可适当降低。但是单纯提高辊速，必然引起物料压延时间缩短和辊筒分离力增加，使产品偏厚以及存料量和产品横向厚度分布发生变化；若降低辊速，压延时间延长、分离力减少，产品会先变薄，热后由于摩擦热减少，出现表面粗糙、不透明甚至孔洞等缺陷。
压延时，为了使物料能够依次贴合辊筒，避免夹入空气而使薄膜不带孔泡，各辊筒温度一般是依次增高的，各辊筒温差在5~10℃范围内。
另外，压延机辊筒表面温度还应该尽量一致，这样才能够使制品的横向厚度均匀。

#### 辊速和速比
辊速是决定压延生产速度的关键因素。辊速快，则生产效率高，同时，制品收缩率也大。辊速应视压延物料的流动特性和制品的厚度等因素决定。压延机相邻两辊筒线速度之比称为辊筒的速比。调整压延机辊筒的速度，使各个辊筒具有一定的速比，主要原因一是使压延物依次贴辊，二是提高物料的塑化程度。
压延机的辊筒速比控制应适中。速比过大会出现包辊现象，薄膜厚度会不均匀，有时还会产生过大的内应力。速比过小，薄膜会不吸辊，导致有气泡夹入，影响制品质量。

#### 辊距和辊隙间的存料
辊距是相邻两辊表面间的最小距离。压延时各辊筒间距的调节既是为了适应不同厚度制品的要求，也是为了改变各道辊隙间的存料量。
辊隙间存料量对产品质量的影响也很大。辊隙间存料量过多，物料在压延前停留时间过长，温度降低，再进入辊间压延时就会造成薄膜表面粗糙，内部有气泡。存料量过少，压延物料供不应求时，会因挤压力不足使薄膜表面出现皱皮现象。

#### 压延效应
由于在压延机上压延物的纵向上受有很大的剪切应力和速比造成的拉伸应力，压延物也因此产生沿其纵向的分子取向，以致薄膜在物理学性能上出现各向异性，这种现象在压延成型中称为压延效应或定向效应。压延效应的大小受到压延温度、辊筒转速与速比、辊隙间存料量、制品厚度以及物料性质等因素的影响。
压延效应使得压延产品产生各向异性。平行于压延方向的拉伸强度和断裂伸长率提高，而垂直于压延方向上的拉伸强度和断裂伸长率降低。在自由状态加热时，由于解取相作用，薄膜纵向出现收缩，横向与厚度则出现膨胀。所以压延制品越薄，其质量就越难以保证。这也是为何薄膜厚度小于0.05mm时很少采用压延法生产，而采用挤出吹膜生产。

### 引离、冷却、卷取
从四辊压延机的第三和第四辊之间引离出来的压延薄膜，经过引离辊、轧花辊、冷却辊和卷取辊之后成为制品。
引离辊的速度通常比压延机主辊转速快25%~35%，另外，为了避免制品在引离时发生冷拉伸，防止增塑剂等易挥发物凝结在引离辊表面影响产品质量，需将引离辊加热。冷却定型装置采用一系列的冷却辊筒，一般为4~8只。冷却的目的是使制品温度下降，以便后面的卷取。卷取过程要严格控制卷取速度，使其始终与压延速度相适应。为了保证压延顺利进行，一般控制的辊速为：卷取速度≧冷却速度﹥引离速度﹥第三辊筒速度。

## 影响压延制品质量的其他因素

### 原材料因素

#### 树脂
从制品使用角度考虑，采用相对分子质量较高和相对分子质量分布窄的树脂，物理机械性能好，表面均匀性好。但是从加工角度考虑，高分子量会增加压延温度和设备的负荷，对生产较薄的膜更为不利。所以，应权衡利弊采用适当的树脂。另外，树脂中的灰分、水分和挥发物含量都不能过高。

#### 其他组分
PVC薄膜中增塑剂含量较多。增塑剂含量越多，相同压延条件下，其粘度越低。为了更好地使树脂吸收增塑剂，需要预热增塑剂。
另外，稳定剂的选择尤为重要。稳定剂选择不当，会使压延机辊筒和轧花辊筒表面附带上一层蜡状物质，导致薄膜的表面质量下降，使薄膜表面无光或在换产品时产生困难。压延温度越高这种现象越严重。所以，要采用适当的稳定剂。一般稳定剂的极性基团的正电性越高时，越易形成蜡状层。
其他助剂根据需要进行选取，并注意选用原则。

### 设备因素
压延产品的一个突出问题是横向厚度不均，出现“三高两低”现象，主要是辊筒的弹性变形和辊筒两端温度偏低引起的。

#### 辊筒的弹性变形
压延过程中由于辊筒对物料的挤压作用，使物料对辊筒产生很大反作用力，即分离力。辊筒工作时，分离力作用在辊筒的长度方向，会使压延辊筒受分布载荷作用产生挠曲变形，其变形值从挠度最大处的辊筒轴线中点处向两端展开并逐渐减小，从而使压延薄膜的宽度方向上出现中间厚两边薄的现象。这样在薄膜卷取时，中间张力必然高于两边，以致放卷时出现不平现象。
辊筒长径比越大，弹性变形也越大。为克服此现象，除了提高辊筒材料强度外，生产过程中还采用中高度、轴交叉、预应力等措施进行纠正。

#### 辊筒表面温度的变动
压延机辊筒上，两端温度比中间低的原因是轴承的润滑油带走了热量和辊筒不断向机架传热。辊筒表面温度不均，必然导致整个辊筒热膨胀的不均匀，造成了产品两端厚的现象。

## 相关页面
橡胶压延成型